# Équipe de France de volley-ball en 2015
L'équipe de France de volley-ball masculine de 2015 remporte durant cette année deux succès importants, la ligue mondiale de volley-ball à Rio de Janeiro le 19 juillet, première victoire dans cette compétition, et championnat d'Europe à Sofia le 18 octobre, premier titre européen.
Cette sélection est composée de 22 joueurs et un encadrement de 9 personnes.

## Ligue mondiale de volley-ball

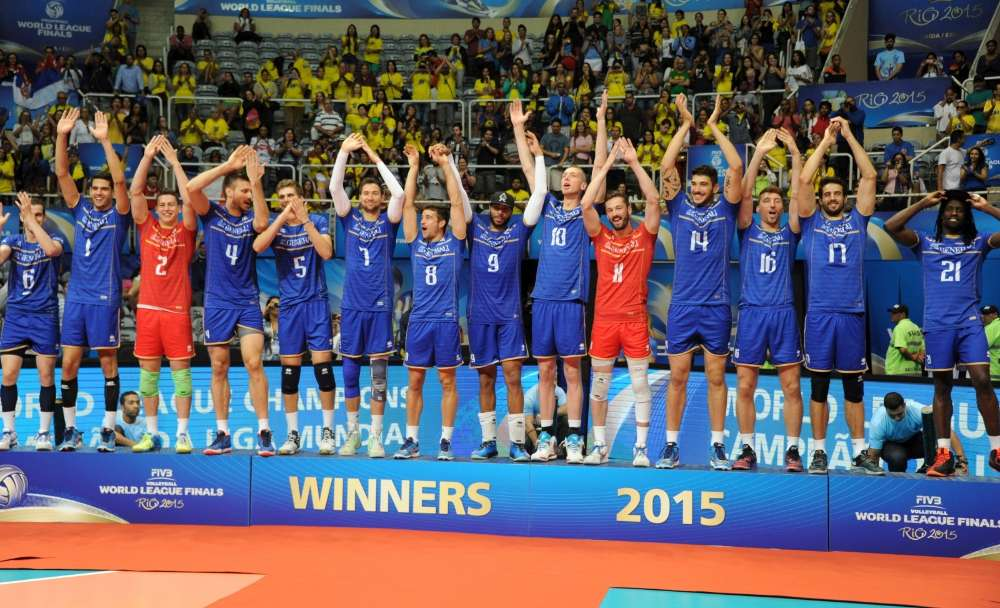
L'équipe de France sur le podium de la ligue mondiale.

### Qualification de la ligue mondiale
L'équipe de France fait partie de la Division 2 lors de l'édition 2015 de la Ligue mondiale de volley-ball. Lors de la première phase, la Division 2 est composée de trois poules de quatre équipes. Par ailleurs, la Division 1 est composée de deux poules de quatre, une Division 3 comprenant trois poules.
L'équipe de France commence sa compétition au sein de la poule D. Celle-ci est composée du Japon, République tchèque et la Corée du Sud.
Le 30 mai à Gwangju la France joue son premier match contre la Corée du Sud et le remporte 3-1. Le lendemain, elle s'impose 3-0 face au même adversaire. Le 7 juin à Kyoto la France joue contre le Japon et le remporte 0-3. La deuxième rencontre entre les deux équipes, toujours à Kyoto, se termine sur le même résultat.
La France accueille ensuite République tchèque pour deux rencontres. La première disputée le 12 juin à Poitiers se termine sur une victoire 3-0 des Français. Deux jours plus tard à Tourcoing, la France l'emporte sur le même score.
Les deux équipes se retrouvent la semaine suivante, en République tchèque. Le 19 juin à České Budějovice, la France remporte le match 3-0. Le lendemain, la France s'impose de nouveau, sur le score 3-1. La France reçoit ensuite le Japon. Le 25 juin à Tours, la France remporte le match 3-0. Les deux équipes dispute un deuxième match, le 27 juin à Rouen, pour une nouvelle victoire en s'imposant 3-2.
Le 2 juillet à Castelnau-le-Lez la France joue contre la Corée du Sud et remporte le match 3-0. Deux jours après, les deux équipes se rencontrent une nouvelle fois et la France remporte le match 3-1.
| # | Équipe       | Pts | J  | G  | Gt | Pt | P | Sp | Sc | Ratio | Pp   | Pc   | Ratio |
| 1 | France       | 35  | 12 | 11 | 1  | 0  | 0 | 36 | 5  | 7.2   | 1017 | 821  | 1.239 |
| 2 | Japon        | 17  | 12 | 5  | 0  | 2  | 5 | 19 | 23 | 0.826 | 914  | 946  | 0.966 |
| 3 | Tchéquie     | 12  | 12 | 2  | 3  | 0  | 7 | 18 | 28 | 0.643 | 984  | 1068 | 0.921 |
| 4 | Corée du Sud | 8   | 12 | 2  | 0  | 2  | 8 | 14 | 31 | 0.452 | 962  | 1042 | 0.923 |

### Phase finale (Division 2)
La phase finale de Division 2 oppose à Varna en Bulgarie, l'équipe hôte, l'Argentine et la Belgique. Elle se déroule au Palais de la Culture et des Sports (Varna) les 10 et 11 juillet.
La France affronte l'Argentine en demi-finale le 10 juillet et s'impose 3-0.
Ensuite, elle est confrontée à la Bulgarie en finale le lendemain, match remporté 3-0
|  | Demi-finales 10 juillet 2015      | Demi-finales 10 juillet 2015 |                        |   | Finale 11 juillet 2015 | Finale 11 juillet 2015 |
|  | Demi-finales 10 juillet 2015      | Demi-finales 10 juillet 2015 |                        |   | Finale 11 juillet 2015 | Finale 11 juillet 2015 |
|  |                                   |                              |                        |   |                        |                        |
|  | 23-25, 25-14, 25-18, 25-20        | 23-25, 25-14, 25-18, 25-20   |                        |   | 16–25, 20–25, 21–25    | 16–25, 20–25, 21–25    |
|  | 23-25, 25-14, 25-18, 25-20        | 23-25, 25-14, 25-18, 25-20   |                        |   | 16–25, 20–25, 21–25    | 16–25, 20–25, 21–25    |
|  | Bulgarie                          | 3                            |                        |   | 16–25, 20–25, 21–25    | 16–25, 20–25, 21–25    |
|  | Bulgarie                          | 3                            |                        |   | 16–25, 20–25, 21–25    | 16–25, 20–25, 21–25    |
|  | Belgique                          | 1                            |                        |   | 16–25, 20–25, 21–25    | 16–25, 20–25, 21–25    |
|  | Belgique                          | 1                            | Bulgarie               | 0 |                        |                        |
|  | 25-13, 25-20, 25-17               |                              | Bulgarie               | 0 |                        |                        |
|  |                                   | France                       | 3                      |   |                        |                        |
|  | France                            | France                       | 3                      | 3 |                        |                        |
|  | France                            |                              |                        | 3 |                        |                        |
|  | Argentine                         | 0                            |                        |   |                        |                        |
|  | Argentine                         | 0                            | Match pour la 3e place |   |                        |                        |
|  |                                   |                              |                        |   |                        |                        |
|  | 18–25, 25–20, 21–25, 25–18, 11–15 |                              |                        |   |                        |                        |
|  |                                   |                              |                        |   |                        |                        |
|  | Belgique                          | 2                            |                        |   |                        |                        |
|  | Belgique                          | 2                            |                        |   |                        |                        |
|  | Argentine                         | 3                            |                        |   |                        |                        |
|  | Argentine                         | 3                            |                        |   |                        |                        |

### Phase finale (division 1)
La victoire lors de la phase finale de la Division 2 permet aux Français d'intégrer la phase finale de Division 1. Celle-ci, disputée au Ginásio do Maracanãzinho de Rio de Janeiro (Brésil) du 15 au 19 juillet met aux prises six équipes, le Brésil, pays hôte et vainqueur de son groupe lors de la première phase, la Serbie, l'Italie, les États-Unis et la Pologne.
Une première phase voit les Français affronter les Américains et les Brésiliens. Lors du premier match, face à ces derniers, les Français s'imposent sur le score de 3 sets à 1 (27-29, 25-21, 31-29, 25-19). Ils concèdent leur première défaite depuis le début de la compétition, face aux États-Unis sur le score de 3 sets à 1 (21-25, 22-25, 26-24, 20-25), mais se qualifient pour les demi-finales grâce à un meilleur ratio que le Brésil. 
| # | Équipe     | Pts | J | G | Gt | Pt | P | Sp | Sc | Ratio | Pp  | Pc  | Ratio |
| 1 | États-Unis | 3   | 2 | 1 | 0  | 0  | 1 | 4  | 4  | 1     | 197 | 191 | 1.031 |
| 2 | France     | 3   | 2 | 1 | 0  | 0  | 1 | 4  | 4  | 1     | 197 | 197 | 1     |
| 3 | Brésil     | 3   | 2 | 1 | 0  | 0  | 1 | 4  | 4  | 1     | 200 | 206 | 0.971 |

La France affronte en demi-finale la Pologne, championne du monde en titre. Ils s'imposent sur la quatrième balle de match lors du set décisif (25-23, 25-23, 19-25, 22-25, 17-15). Ils affrontent en finale la Serbie, vainqueur des États-Unis sur le score de 3 sets à 2. Ls Français prennent rapidement l'avantage lors du premier set pour s'imposer sur le score de 25 à 19. Bien que plus disputé, le deuxième set voit la France s'imposer 25 à 21. La Serbie, dont l'entraîneur est Nikola Grbić, mène 20 à 17 puis 22 à 18, subit alors un 4 à 0. La France s'impose finalement sur le score de 25 à 23. Elle remporte la première Ligue mondiale de son histoire

## Championnat d'Europe de volley-ball
La France, cinquième du Championnat d'Europe 2013 est qualifiée d'office pour cette édition dont la phase finale se déroule en Bulgarie, une partie de la phase de poules se disputant en Italie.

### Premier tour
Lors de la phase de poule, que la France dispute en Italie, elle affronte d'abord la Croatie, s'imposant en trois sets. Lors du match suivant, face à l'Estonie, elle s'impose trois sets à un (25-13, 25-22, 22-25, 25-18) avant de remporter son troisième match, face à l'Italie lors du set décisif (23-25, 21-25, 25-19, 25-17, 15-13). 
| # | Équipe  | Pts | J | G | Gt | Pt | P | Sp | Sc | Ratio | Pp  | Pc  | Ratio |
| 1 | France  | 8   | 3 | 2 | 1  | 0  | 0 | 9  | 3  | 3     | 282 | 237 | 1.19  |
| 2 | Italie  | 7   | 3 | 2 | 0  | 1  | 0 | 8  | 3  | 2.667 | 250 | 229 | 1.092 |
| 3 | Estonie | 3   | 3 | 1 | 0  | 0  | 2 | 4  | 6  | 0.667 | 211 | 220 | 0.959 |
| 4 | Croatie | 0   | 3 | 0 | 0  | 0  | 3 | 0  | 9  | 0     | 169 | 226 | 0.748 |

### Phase finale
Les Français rencontrent la Serbie en quarts de finale, s'imposant sur le score de trois sets à un (25-22, 25-23, 14-25, 25-20).
En demi-finale, la sélection française est menée deux sets à zéro par la Bulgarie avant d'égaliser et remporter le set décisif pour se qualifier pour la finale (18-25 22-25 26-24 25-21 15-12). Opposée à l'équipe de Slovénie, vainqueure de l'Italie en demi-finale, la France s'impose en rois sets (25-19, 29-27, 29-27). Trois joueurs sont récompensés de manière individuelle en terminant dans l'équipe type du tournoi, Earvin Ngapeth, meilleur réceptionneur-attaquant, Jenia Grebennikov meilleur libero, Antonin Rouzier étant pour sa part désigné MVP, meilleur joueur du tournoi.
| Date             | Lieu          | Match             | Résultat | Sets  | Sets  | Sets  | Sets  | Sets  | Total Points | Rapport |
| Date             | Lieu          | Match             | Résultat | 1     | 2     | 3     | 4     | 5     | Total Points | Rapport |
| ---------------- | ------------- | ----------------- | -------- | ----- | ----- | ----- | ----- | ----- | ------------ | ------- |
| 4 octobre 17:30  | Busto Arsizio | France - Serbie   | 3 - 1    | 25-22 | 25-23 | 14-25 | 25-20 | -     | 89-90        | Rapport |
| 17 octobre 20:45 | Sofia         | Bulgarie - France | 2 - 3    | 25-18 | 25-22 | 24-26 | 21-25 | 12-15 | 107-106      | Rapport |
| 18 octobre 20:45 | Sofia         | France - Slovénie | 3 - 0    | 25-19 | 29-27 | 29-27 | -     | -     | 83-73        | Rapport |

## Sélection

### Joueurs
L'âge est calculé au 1er juillet 2015.

### Encadrement
- Entraîneur : Laurent Tillie

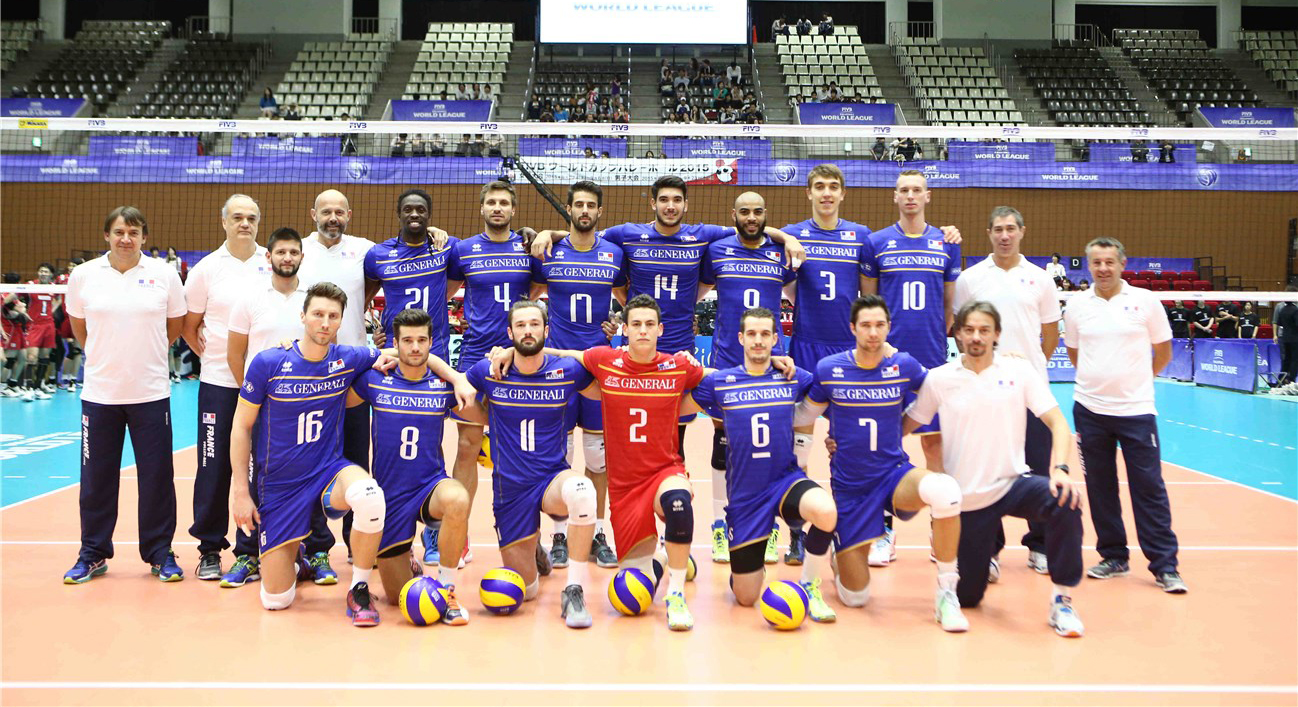
Équipe de volley de France de 2015

- Entraîneurs adjoints : Arnaud Josserand et Luc Marquet
- Manager : Pascal Foussard
- Docteur : Eric Verdonck
- Kiné : Jean Paul Andre
- Préparateur Physique : Olivier Maurelli
- Préparateur Mental : Chris Lehoux
- Statisticien : Thomas Bortolossi